# Kolportagelitteratur
Kolportagelitteratur är böcker som sprids genom kringvandrande försäljare, kolportörer, och var en vanlig form för litteraturspridning på 1800-talet. Verk var vanligen av låg klass, varför kolportageböcker även fått innebörden ”sämre litteratur”, och man betraktar t. o. m. kolportageromanen som en särskild genre inom triviallitteraturen. Detta var ofta regelbundet utkommande häften, fyllda med romantik och till dess utmärkande drag hör onyanserad personteckning, händelsemättad intrig, markanta våldsinslag, sentimentala kärlekshistorier och bristfälligt språk. 
Typisk för denna genre är Nick Carter-romanerna, som var mycket populära i Sverige åren före 1910. Efterfrågan på denna typ av förströelselitteratur har minskat, eftersom TV-såporna numera tillfredsställer samma behov.